# Кунбатис-2
Кунбати́с-2 (каз. Күнбатыс 2) — село у складі Кордайського району Жамбильської області Казахстану. Входить до складу Масанчинського сільського округу.
У радянські часи село називалось Кунбатис 2-й.
Населення — 615 осіб (2021; 607 у 2009, 504 у 1999, 478 у 1989).